# 심창구
심창구(沈昌求, 1948년 7월 21일~)는 대한민국의 약학자이자 정무직 공무원이다.

## 가계
- 20대조 : 심덕부
- 19대조 : 심징 - 세종의 국구 심온 · 태조 이성계의 부마 심종의 형, 경창부윤
- 18대조 : 심석준 - 군자감 판관 · 증 호조판서 · 양혜공(良惠公)
- 17대조 : 심선 - 경기도 관찰사 · 증 영돈녕부사
- 16대조 : 심안인 - 경상우도 병마절도사 · 증 병조참판, 태종의 부마 파원위 윤평(坡原尉 尹泙)의 사위, 세종의 부마 청성위 심안의(靑城尉 沈安義)의 형
- 15대조 : 심담 - 제용감 첨정, 세조 즉위 공신 영의정 홍윤성(洪允成)의 사위
- 14대조 : 심광손 - 영월군수
  -     -       -         - 증조부 : 심의설 - 경릉참봉
          - 종조부 : 심세택
            - 당숙 : 심종건 - 도화동 동장(洞長)
              - 6촌 : 심윤구 - 문학동 동장(洞長)
              - 6촌 : 심승구 - 육군 중위
              - 6촌 : 심명구 - 육군 중령

          - 조부 : 심경택 - 우저 서원 원장(書院 院長)
            - 아버지 : 심종은 - 김포향교 전교(典校)
            - 어머니 : 창녕 성씨 성증순
              - 본인 : 심창구 - 서울대학교 교수 · 식품의약품안전청장
              - 부인 : 청주 한씨 한동옥 - 학사
                - 장남 : 심원식 - 박사 (손녀 : 심예나, 심예원, 심예솔)
                - 큰며느리 : 박이나 - 박사 수료
                - 차남 : 심진식 (손자: 심우주)
                - 작은며느리 : 김소정 - 학사

              - 동생 : 심동구
              - 동생 부인 : 허휘주 - 학사
                - 조카 : 심민식
                - 여조카 : 심민지

              - 누나 : 심형구
              - 여동생 : 심형순
              - 여동생 : 심형란

            - 숙부 : 심종완 - 사무관
              - 사촌 : 심범구 - 해군 소령
              - 사촌 : 심중구
              - 사촌 : 심운구
              - 사촌 : 심인숙

            - 숙부 : 심종국 - 고등학교 교장
              - 사촌 : 심성구 - 사장
              - 사촌 : 심원구
              - 사촌 : 심민구
              - 사촌 : 심현구
              - 사촌 : 심현희
              - 사촌 : 심유정

## 학력
- 제물포고등학교 졸업[1]
- 1971년 : 서울대학교 약학대학 학사
- 1976년 : 서울대학교 약학대학원 약품분석학 석사
- 1982년 : 일본 동경대학교 대학원 약제학•약학박사

## 경력
- 1982년 : 영진약품 연구원
- 1983년 : 서울대학교 약학대학 제약학과 조교수
- 1987년 : 서울대학교 약학대학 제약학과 부교수
- 1987년 : 서울대학교 중앙도서관 약학분관 관장
- 1988년 : 미국 퍼듀대학교 약학대학 약학과학스쿨 초빙교수
- 1989년 : 일본 도쿠시마대학교 약학대학 약학과학학교 초청교수
- 1993년 : 서울대학교 약학대학 제약학과 교수
- 1993년 : 서울대학교 약학대학 부설 약학교육연수원 원장[1]
- 1993년 : 한국약제학회 부회장
- 1997년 : 서울대학교 약학대학 제약학과 학과장
- 1997년 : 한국과학기술 한림원 정회원
- 1999년 : 한국연구재단 중점과제 연구회 회장
- 2002년 : 한국약제학회 회장[1]
- 2003년 3월 ~ 2004년 9월 : 제5대 식품의약품안전청장[1]
- 2004년 : 한국의약품법규학회 회장
- 2004년 : 대한약학회 부회장
- 2004년 : 미국약학회 회원(AAPS Fellow)
- 2004년 : 한국과학기술 한림원 종신회원
- 2005년 : 서울대학교 약학대학 약학연구소 부소장
- LG생명과학 사외이사 겸 감사위원
- 한국보건의료인국가시험원(국시원) 선출직 이사

## 수상
- 황조근정훈장
- 약사금장

## 같이 보기
| - 심안의 - 심대평 - 심흥선 - 심의환 - 심우영 | - 심상명 - 심명필 - 심재홍 - 심영섭 - 심창유 |